# Джованні Фальконе
Джова́нні Сальвато́ре Аугу́сто Фалько́не (італ. Giovanni Salvatore Augusto Falcone; 18 травня 1939, Палермо — 23 травня 1992, Капачі, поблизу Палермо) — італійський магістрат (прокурор і суддя), відомий борець з Коза Ностра. Загинув разом з дружиною і трьома охоронцями внаслідок вибуху, влаштованого сицилійською мафією.
Його друг і соратник у справі боротьби зі злочинністю, Паоло Борселліно, загинув від рук мафії менш ніж через два місяці після вбивства Фальконе.

## Біографія
Народився в заможній родині Артуро Фальконе (1904—1976), директора хімічної лабораторії, та Луїзи Бентівенья (1907—1982). Після закінчення школи Фальконе недовго навчався у військово-морській академії в Ліворно, потім вивчав юриспруденцію. 1964 року він почав працювати в судовій структурі. Після роботи магістратом у Лентіні, Трапані та інших містах, перейшов від цивільного права до кримінального.
У 1970-і роки Фальконе працював над кількома кримінальними справами організованої злочинності, а на початку 1980-х став одним з головних борців з мафією на Сицилії. У своїй роботі він досяг значних успіхів, зокрема зумів переконати кількох високопоставлених мафіозі порушити омерту, «кодекс честі» Коза Ностри, та співпрацювати з владою. Одним з перших таких пентіто (інформаторів) був Томмазо Бушетта, який з 1960-х, після поразки у війні мафіозних кланів, переховувався в США та Бразилії, його свідчення стали основою звинувачення на гучному судовому процесі над мафією, в результаті якого були визнані винними 360 осіб з 474 обвинувачених.
1988 року Фальконе активно співпрацював з Рудольфом Джуліані, який у той час займав посаду федерального прокурора Південного округу Нью-Йорка, у справах проти мафії, зокрема проти сім'ї Гамбіно.
1992 року Фальконе разом зі своєю дружиною, також на посади магістрату, Франческою Морвілло та трьома поліцейськими: очолював ескорт Антоніо Монтінаро, Рокко Дічилло та Віто Скіфані, був убитий біля комуни Капачі на дорозі між міжнародним аеропортом Палермо та містом Палермо. Броньований автомобіль Fiat Croma, в якому їхав магістрат, був підірваний потужною бомбою, закладеною під дорогою.
Похований у склепі на цвинтарі Сант'Орсола в Палермо.
Організатором вбивства Фальконе був великий мафіозний бос Сальваторе Ріїна, а безпосереднім виконавцем був його хрещеник і підручний Джованні Бруска на прізвисько «Свиня». Через два місяці після смерті Фальконе Ріїна організував ще один гучний замах, в результаті якого був убитий інший впливовий магістрат Паоло Борселліно. Після загибелі двох найвідоміших в Італії борців із злочинністю, що викликало широкий громадський резонанс у всьому світі, війна з мафією спалахнула з новою силою, і багато ватажків Коза Ностри, включаючи Сальваторе Ріїну, були заарештовані, що призвело до значного зменшення активності італійської мафії.

## Нагороди, пам'ять та визнання
- Золота медаль «За громадянську мужність»[it] — посмертно, 5 серпня 1992.
- 13 листопада 2006 був названий журналом «Time» одним з героїв останніх 60 років.
- Його ім'ям названо астероїд 60183 Falcone[it].
- Іменами Фальконе і Борселліно названі також: численні вулиці, площі і школи як на Сицилії, так і по всій Італії, один з округів Рима носить назву Villaggio Falcone[it].
- Ім'я Фальконе та Борселліно носить аеропорт Палермо Пунта-Раїзі.
- На місці трагедії на автостраді Палермо–Капачі споруджено пам'ятну стелу з іменами загиблих.
- 18 травня 2012 року на плацу школи поліцейських в Римі був споруджений скляний саркофаг, названий Teca Falcone[it], в якому знаходиться знищений від вибуху автомобіль Fiat Croma, як нагадування про трагедію.
- Випущено пам'ятну поштову марку із портретами Джованні Фальконе і Паоло Борселліно.

## Праці
- Giovanni Falcone, Marcelle Padovani[it] / Cose di Cosa Nostra[it], collana Saggi, BUR[it], 2004, ISBN 978-88-17-00233-2.
- Giovanni Falcone / La posta in gioco. Interventi e proposte per la lotta alla mafia, Milano, BUR Rizzoli, 2010. ISBN 978-88-17-04391-5
- Giovanni Falcone / Io accuso. Cosa nostra, politica e affari nella requisitoria del maxiprocesso, Roma, Libera informazione, 1993.
- Giovanni Falcone / Rapporto sulla mafia degli anni '80. Gli atti-Ufficio dell'istruzione del tribunale di Palermo, Palermo, S. F. Flaccovio, 1986.